# Kazimierz Związek
Kazimierz Związek (ur. w 1912 w Warszawie, zm. 13 sierpnia 1944 tamże) – polski aktor i scenograf teatralny.

## Życiorys
W 1935 roku ukończył studia na Wydziale Aktorskim Państwowego Instytutu Sztuki Teatralnej w Warszawie, a następnie podjął na tej uczelni studia reżyserskie. Jednocześnie występował na scenach stołecznych: w Teatrze Ateneum (1935-1936) oraz Teatrze Powszechnym (1936-1939). W drugim z teatrów pracował również jako scenograf. W tym czasie zawarł związek małżeński z aktorką Aliną Rostkowską.
Podczas II wojny światowej, w 1944 roku przez krótki czas współpracował z jawnym Teatrem Rozmaitości Jar. Zginął podczas powstania warszawskiego wskutek eksplozji „czołgu pułapki” na ulicy Kilińskiego w dniu 13 sierpnia 1944 roku.